# Hydrovatus ovalis
Hydrovatus ovalis är en skalbaggsart som beskrevs av Sharp 1882. Hydrovatus ovalis ingår i släktet Hydrovatus och familjen dykare. Inga underarter finns listade i Catalogue of Life.